# Търсат
Търсат (на хърватски: Trsat) е част от съвременния град Риека, Хърватия.
Някога отделно селище с крепост, издигната на стратегическо място на 138 м надморска височина и само на километър от адриатическия бряг в теснината на река Риечина, днес този стръмен хълм е в границите на големия хърватски град, но си остава значителен християнски поклоннически център с няколкото си важни църкви.

## История
Още в древността тук има укрепено селище. При илирите крепостта се нарича Търсатица. От XIII в. е собственост на войводите на Крък, а по-късно става притежание на рода Франкопан. Към края на XV в. Търсат е управляван от Хабсбургите, макар все още да е собственост на Франкопан. През 1527 г. османците за кратко превземат града. От 1671 г. Хабсбургите окончателно налагат властта си над Търсат след като Фран Кръсто Франкопан организира неуспешен заговор заради отказа на император Леополд I след победите над турците няколко години по-рано да води по-нататъшни военни действия за освобождението на хърватските земи, а вместо това подписва мирен договор с турците, определян като „позорен“. След като заговорът пропада Франкопан е екзекутиран, а родът му е подложен на репресии, което дава удобен повод на австрийците да поемат контрола над Търсат.

## Забележителности

### Крепост Търсат
На мястото на старата римска крепост през първата половина на XIII в. е построено ново укрепление от Франкопаните. След като отминава опасността от турското настъпление, то постепенно губи значението си и е занемарено. Земетресението от 1750 г. нанася допълнителни щети върху и без това запуснатата крепост. Граф Лавал Нугент фон Вестмет, фелдмаршал на Австрийската империя, купува крепостта и я реставрира, обновява интериора, отделно построява и мавзолей в дорийски стил . След неговата смърт обаче наследниците му губят интерес към имота и той е в упадък чак до 1960 г., когато крепостта е възстановена. Днес в нея се изнасят летни концерти, изложби, представления.

### Стълбище на Петър Кружич
Стълбището на Петър Кружич позволява на поклонниците и туристите да изкачат стръмния хълм от брега на река Риечина до Търсат. Състои се от 561 стъпала и е започнато още през XVI в. от националния герой на Хърватия Петър Кружич, хърватски княз, дълги години отблъсквал турските нападения и загинал геройски в битка с османските завоеватели.

### Базилика на Дева Мария
Датира от XIII-XIV в. като към нея е построен и манастир. Един от пазителите на манастира е Франьо Главинич (1585-1652), автор на книги на хърватски, латински и италиански език.